# Еремурусовий схил
Еремурусовий схил — ботанічна пам'ятка природи місцевого значення, розташована на околиці села Липове Краснодонського району Луганської області.

## Загальний огляд
Ботанічна пам'ятка являє собою стрімкий схил південно-східної експозиції висотою до 170 метрів. На поверхні схилу — степова та петрофітно-крейдяна рослинність. Серед рослин, що ростуть на території пам'ятки, є такі, що занесені до Червоної книги України: горицвіт волзький (Adonis wolgensis), ковила Лессінга (Stipa lessingiana), ковила волосиста (Stipa capillata), громовик донський (Onosma tanaitica), еремур показний (Eremurus spectabilis).
Статус ботанічної пам'ятки природи місцевого значення Еремурусовий схил отримав відповідно до рішення № 2/22 Луганської обласної ради від 30 грудня 2010 року.